# Звіздини

Зірка для «звіздин»

«Звіздини» (рос. звездины, октябрины) — штучний комуністичний звичай в СРСР, після жовтневого перевороту в жовтні 1917 року, замінник визнаних контрреволюційними хрестин. Разом з комсомольським різдвом, бальзамуванням Леніна та іншим мав витіснити християнські цінності у населення.

## Опис
На широких зборах в присутності адміністрації, новородженому давали ім'я. Під звуки революційних маршів відповідальний робітник, зазвичай третій секретар райкому «звіздив» немовлят. Давав поцілувати зірку і надягав на груди немовляті маленьку зірочку.
Широко пропагувався в 20-х роках XX століття. Застосовувався у антирелігійній пропаганді з метою відвернення народу від церкви.
Звичай проіснував не довго, і свою задачу не виконав, батьки все одно продовжували хрестити дітей.
В рамках створення нових радянських обрядів був реанімований в 70-х роках XX століття.

## Дивись також
- Комісія з нових радянських обрядів
- Комсомольське різдво